# Río Vaa
El río Vaa es un río corto costero de la provincia de La Coruña, Galicia (España).

## Descripción
El río Vaa nace a los pies del Castro de Brión, en la parroquia de Leiloio, y atraviesa el ayuntamiento de Malpica de Bergantiños. Recorre el municipio de este a oeste, pasando por Leiloio, Cerqueda y muy cerca de las Torres de Mens. Desemboca en el océano Atlántico formando la depresión de Beo y la ría de Esteiro (Ceiruga, Barizo).

## Conjunto Etnográfico del Río Vaa, Malpica
A lo largo de su recorrido, se pueden encontrar cuatro molinos, uno de ellos privado, aún en funcionamiento, y una casa de labranza. Históricamente, el uso de estos molinos era un privilegio concedido a comunidades eclesiásticas, a la nobleza y a los ayuntamientos. Hasta aquí venían a moler habitantes de la villa pontecesá de Corme. Gracias al aprovechamiento de agua esta aldea fue el primer lugar del Ayuntamiento que contó con luz eléctrica.